# CF Pachuca
Club de Fútbol Pachuca, skraćeno CF Pachuca je meksički nogometni klub.
Osnovan je 1901. godine te je jedan od najstarijih meksičkih profesionalnih nogometnih klubova. Najuspješniji je meksički klub u posljednjih deset godina, za to vrijeme je osvojio šest naslova državnog prvaka, pet CONCACAF Kupa prvaka, te jedanput SuperLigu i Copa Sudamericanu. Svoje domaće utakmice igraju na stadionu Hidalgo. 

## Trofeji
- Liga MX
  - prvaci (6): Invierno 1999., Invierno 2001., Apertura 2003., Clausura 2006., Clausura 2007., Clausura 2016.

- Ascenso MX
  - prvaci (2): 1996., Invierno 1998.

- Segunda División de México Cup:
  - prvaci (1): 1965./1966.

- Segunda División B de México
  - prvaci (1): 1987./88.

- CONCACAF Kup prvaka
  - prvaci (5): 2002., 2007., 2008., 2009./10., 2016./17.

- Copa Sudamericana
  - prvaci (1): 2006.

- Sjevernoamerička SuperLiga
  - prvaci (1): 2007.

## Vanjske poveznice
- Službena stranica (šp.)